# Ferro-Meridian

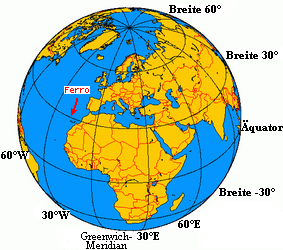
Der Pfeil weist auf die Insel Ferro. Die benachbarte horizontale Linie ist der 30. Breitengrad.

Der Ferro-Meridian, auch Meridian von Ferro, war von der Antike an bis 1884 der verbreitetste Nullmeridian in Europa. Nach ihm sind die Koordinaten zahlreicher See- und Landkarten bis ins 19. Jahrhundert ausgerichtet. Er bezieht sich auf die kanarische Insel „Ferro“ (spanisch El Hierro) bei 17° 40' westlicher Länge von Greenwich. Der Meridian von Ferro steht in historischer Beziehung zum Meridian von Paris.

## Geschichte

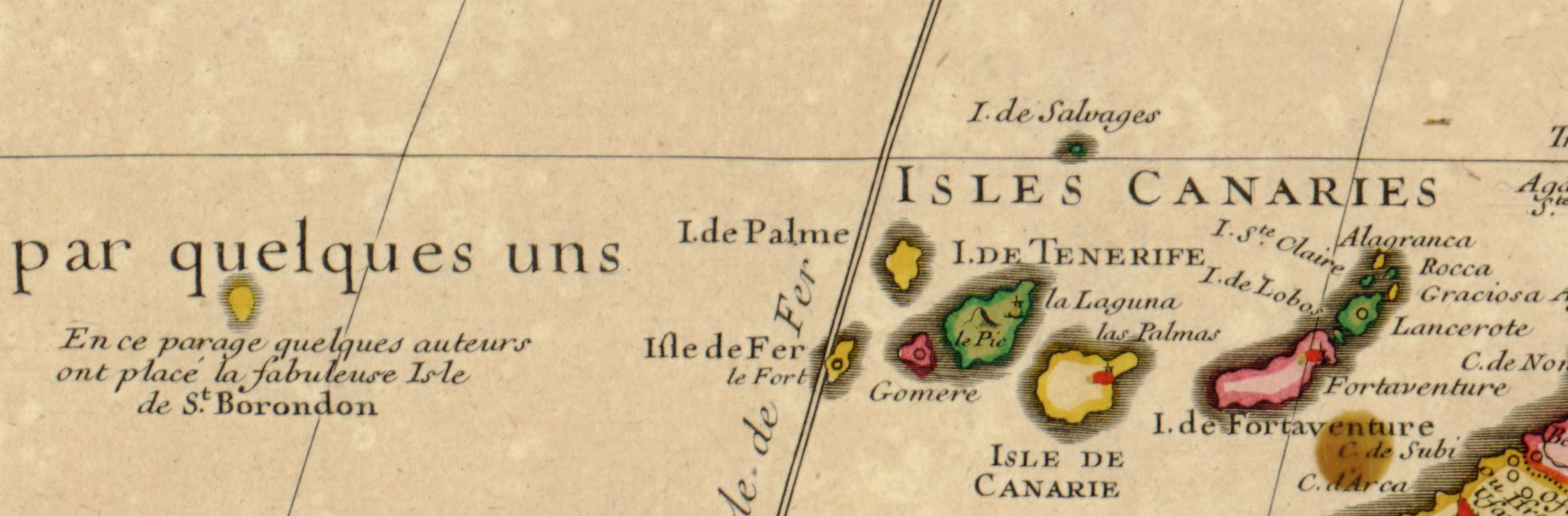
Ausschnitt aus einer Karte Westafrikas von Guillaume Delisle von 1707 mit dem Meridian von Ferro (Mitte des Kartenausschnitts). Weiter westlich ist noch die legendäre Sankt-Brendan-Insel vermerkt.

### Festlegung
Erstmals um 100 n. Chr. verwendete Marinos von Tyros die insulae fortunatae (Kanarische Inseln) als Referenzpunkt. Sie stellten damals das westlichste Stück Land der bekannten Welt dar. Nachdem diese Definition vom bedeutenden Astronomen Claudius Ptolemäus im Jahre 150 n. Chr. übernommen worden war, setzte sie sich allgemein durch. Dabei muss angemerkt werden, dass Ptolemäus bei seiner Arbeit auf seine Heimatstadt Alexandria Bezug nahm, deren Lage er auf 60,5° festlegte, was keineswegs die richtige Lage der Kanaren wiedergibt.
Mit dem Mittelalter und seinen Radkarten wurden Meridiane bedeutungslos, die Kanaren verschwanden aus der bekannten Welt Europas. Auch die späteren Portolankarten gaben keine geographischen Koordinaten wieder. Mit der Wiederentdeckung der Kanaren im 14. Jahrhundert und der anschließend einsetzenden Renaissance griff man die ptolemäischen Vorstellungen wieder auf und legte die westlichste Insel Ferro (heute El Hierro) als Nullmeridian fest.
Im Zusammenhang mit den großen Entdeckungsreisen und der Errichtung von Sternwarten in Europa (zunächst noch ohne Linseninstrumente) stieg die Zahl konkurrierender Nullmeridiane ab dem 16. Jahrhundert an. Jedoch erlangten die meisten nur lokale oder nationale Bedeutung. Unterstützend für die Beibehaltung Ferros wirkte auch, dass der Meridian des Magnetpols, der zunächst als mögliche natürliche Definition des Nullmeridians erschien, offensichtlich nur wenig westlich lag. Ein weiterer Vorteil dieser Längenzählung waren positive Werte für ganz Europa. Im April 1634 wurde auf einer von Kardinal Richelieu nach Paris einberufenen Gelehrtenkongress aller seefahrenden Nationen der Nullmeridian von Ferro bestätigt und gleichzeitig nochmals genauer auf die Punta Orchilla, die Westspitze der Insel, festgelegt.
Die technischen Fehler der Längenbestimmung hatten bis dahin bei mehreren Grad gelegen: Ptolemäus hatte die Längenerstreckung des Mittelmeeres zu 62° bestimmt, Mercator gab sie 1554 mit 52° wieder, tatsächlich liegt sie bei 42°. Das ab ca. 1610 bekannte Fernrohr ermöglichte durch Beobachtung astronomischer Ereignisse, insbesondere der Jupitermondumläufe, für die ab 1668 Tabellen vorlagen, die Verringerung des Fehlers auf 10 bis 12 Minuten, bei gleichzeitiger Beobachtung am Bezugsort auf 2 bis 3 Minuten.
Damit wurden gut ausgebaute Sternwarten am Bezugsmeridian noch bedeutsamer. Vorläufer war Brahes Uranienburg gewesen, internationale Bedeutung erlangten besonders das Pariser Observatorium ab 1666 und das Royal Greenwich Observatory ab 1676, die alle schon aus praktischen Gründen auch zu neuen Meridiansystemen führten. Auf Ferro war die Errichtung einer großen Sternwarte nicht denkbar. Da der Ferro-Meridian dennoch nicht aufgegeben werden sollte, wurde nach Bestimmung der Längendifferenz zum Pariser Observatorium 1724 durch Louis Feuillée auf 19°52′ bis 20°06′ die Festlegung von Ferro auf exakt 20° westlich vom Pariser Observatorium Konsens. Damit war der Nullmeridian von Ferro ein verdeckter Nullmeridian von Paris geworden. Bis dahin war mit einer Längendifferenz Paris–Ferro von 22° 30′ kalkuliert worden.

### Ablösung durch Greenwich-Nullmeridian
In der Folge wurden viele nationale Nullmeridiane durch Ferro ersetzt oder auf Ferro zurückgeführt, so dass ab Mitte des 18. Jahrhunderts nur noch Ferro und Paris einerseits sowie, zunächst in geringerem Umfang, Greenwich andererseits größere Bedeutung hatten. Kurz darauf, ab dem letzten Drittel des 18. Jahrhunderts, wurde auch auf See die zuverlässige Längenbestimmung möglich durch Aufnahme ausreichend genauer Monddistanzen in Mondtafeln und durch ausreichend genaue Chronometer. Damit wurden ebenfalls genaue Längenangaben auf Seekarten erforderlich. Da die Seemacht Großbritannien hier führend war, setzte sich auf Seekarten der Nullmeridian Greenwich durch. Erst 1884 wurde aufgrund dessen Greenwich als Bezugspunkt international als Empfehlung vereinbart und setzte sich dann auch sehr schnell durch, verbindlich wurde es auf der internationalen Weltkartenkonferenz 1913.

### Verwendung heute
Auch nach Umstellung der Kartenwerke wurde der Nullmeridian von Ferro innerhalb der Vermessungsverwaltungen meist noch weiter verwendet. In Deutschland wurde der Nullmeridian von Ferro im Rahmen der Vorbereitungen zum Übergang der Landesvermessung auf Gauß-Krüger-Koordinaten 1923 durch den von Greenwich ersetzt. Dazu wurde von den bisherigen Längenwerten der gerundete Wert von 17° 40′ abgezogen, um den bisherigen Blattschnitt der topografischen Karten beibehalten zu können. In Österreich wurden sämtliche Kartenwerke bereits auf UTM mit Bezugsmeridian Greenwich umgestellt, während sich die österreichische Landesvermessung bis heute auf den Nullmeridian von Ferro bezieht (Bundesamt für Eich- und Vermessungswesen). Durch den Bezug zu Ferro kommt man mit insgesamt drei Meridianstreifensystemen für ganz Österreich aus (28°, 31° und 34° östlich von Ferro), mit Bezug auf Greenwich wären es vier. Die Umrechnung zu Greenwich-Längen erfolgte mit dem
- international genormten Wert von 17° 40′ 00″ (siehe auch Hermannskogel und Rauenberg),
- während sich der ältere Wert von 17° 39′ 46,02″ aus der Europäischen Längenausgleichung von Theodor Albrecht (um 1890) ergeben hatte. Wegen einer absoluten Lotabweichung von 13″ bis 14″ bei Wien und bei Berlin wurde aber letztlich der runde Wert festgelegt.